# HaCaT細胞
HaCaT是一種來自於成年人類的永生化角質形成細胞的細胞系。HaCaT細胞因具有良好的體外分化和增殖能力而被利用於多項研究，作為可重現的模型來表徵人類角質形成細胞，並且解決培養壽命短和細胞系間出現變異等的問題。HaCaT細胞可以表徵多個過程，例如將它們用作皮膚中維生素D3進行代謝的模型系統。

## 外部連結
- Cellosaurus entry for HaCaT（页面存档备份，存于）